# Microsoft Security Essentials
Microsoft Security Essentials (skrót MSE) – bezpłatne oprogramowanie antywirusowe firmy Microsoft przeznaczone dla systemów operacyjnych Windows XP (wymaga co najmniej SP 2 dla architektury IA-32), Vista oraz 7 (w tych systemach dla architektur IA-32 oraz AMD64). Jest on następcą programów Windows Live OneCare (program antywirusowy) oraz Windows Defender (program antyspyware). W przeciwieństwie do programów z rodziny Microsoft Forefront przeznaczonych do użytku korporacyjnego, oprogramowanie to służyć ma wyłącznie do użytku prywatnego i małych firm (do 10 urządzeń).
Microsoft Security Essentials zebrał pozytywne recenzje.

## Rozwój programu
Firma Microsoft opublikowała 18 listopada 2008 roku plany bezpłatnego programu antywirusowego o nazwie kodowej Morro, co było swoistym novum w stosunku do poprzednich aplikacji antywirusowych tego producenta – miano zrezygnować z dystrybucji subskrypcyjnej, w której zawierano dodatkowo różnorakie dodatki, np. zaporę sieciową, czy program do tworzenia kopii zapasowych, udostępniając go za darmo użytkownikom domowym oraz małym firmom w celu zapewniania dodatkowej ochrony przed wszystkimi typami złośliwego oprogramowania. Produktem przeznaczonym dla większych firm jest oferowany równolegle z Microsoft Security Essentials program Microsoft Forefront.
23 czerwca 2009 roku wydano publiczną wersję próbną dla 75 tys. osób w USA, Izraelu, ChRL oraz w Brazylii; zapowiedziano przy tym, że wersja końcowa zostanie wydana w 10 językach i 20 krajach do końca 2009 roku, co uczyniono ostatecznie 29 września 2009 roku.

### Wymagania
W poniższej tabeli przedstawiono wymagania aplikacji dla poszczególnych wersji systemów.
| Element                 | Wartość    | Wartość         |
| Element                 | Windows XP | Windows Vista/7 |
| ----------------------- | ---------- | --------------- |
| Procesor                | 600 MHz    | 1 GHz           |
| Pamięć RAM              | 256 MB     | 1 GB            |
| Rozdzielczość ekranu    | 800×600    | 800×600         |
| Przestrzeń dyskowa      | 140 MB     | 140 MB          |
| Połączenie z Internetem | wymagane   | wymagane        |

### Druga wersja
19 czerwca 2010 roku Microsoft opublikował roboczą wersję drugiej edycji Microsoft Security Essentials. 16 grudnia 2010 roku wersja ta została oficjalnie wydana. W tej wersji dodano aplikację Network Inspection System, która jest systemem kontroli sieci działającym wyłącznie na Windows Vista oraz Windows 7. Zaimplementowano także nowy silnik antywirusowy, który może wykorzystywać heurystykę do detekcji malware. Ta wersja integruje się z Microsoft Internet Explorer w celu bronienia użytkowników przed zagrożeniami występującymi w sieci.

## Funkcje programu
Microsoft Security Essentials to pakiet zabezpieczeń, przeznaczony dla użytku prywatnego oraz nie ma centrum zarządzania, które znajduje się w Microsoft Forefront Client Security. Zawiera ten sam silnik antywirusowy nazywany Microsoft Malware Protection Engine, lub w skrócie MSMPENG oraz te same definicje wirusów, których używają aplikacje:
- Forefront Client Security,
- Windows Live OneCare,
- Windows Defender.

Przed instalacją sprawdzana jest legalność zainstalowanej kopii systemu Windows. Nie wymaga on rejestracji, ani żadnych informacji personalnych.
Używając domyślnych ustawień aplikacji, rozpakowuje ona archiwa i skanuje je. Skanowane są także załączniki e-mail oraz pobierane pliki. Posiada on także funkcję pobierania definicji w momencie, gdy wykryje podejrzane zachowanie aplikacji. Przed podjęciem działań w kierunku unieszkodliwienia podejrzanego pliku aplikacja pyta najpierw użytkownika, co z tym plikiem zrobić. W przypadku braku reakcji przez dziesięć minut aplikacja sama podejmuje decyzję. Tworzone są też punkty przywracania systemu przy usuwaniu szkodliwego oprogramowania.
Aplikacja pobiera z witryny Microsoft Update definicje wirusów 3 razy dziennie. Użytkownik może pobrać też aktualizacje manualnie z tejże strony.

## Licencja
Licencja oprogramowania Microsoft Security Essentials zezwala użytkownikom domowym na bezpłatne pobieranie, instalowanie, używanie oraz rozprowadzanie pakietu na nieograniczonej liczbie komputerów, na których zainstalowany jest legalny system Windows. Małym firmom zezwala ona na instalację aplikacji na co najwyżej dziesięciu urządzeniach. Licencja zabrania użytku programu w instytucjach naukowych, przedsiębiorstwach i instytucjach rządowych. Umowa licencyjna zabrania także użytkownikom inżynierii wstecznej, hakowania, dekompilacji lub deasemblacji pakietu Microsoft Security Essentials, a także publikowania lub ujawniania wyników testów porównawczych tego oprogramowania firmom trzecim bez uprzedniej pisemnej zgody firmy Microsoft.
Podczas instalacji Microsoft Security Essentials oraz po niej sprawdzana jest legalność systemu Windows: w przypadku wyniku negatywnego aplikacja staje się nieaktywna po upłynięciu dwudziestu dziewięciu dni.

## Odbiór programu
Treść tej sekcji może nie być zgodna z zasadami neutralnego punktu widzenia.
Dokładniejsze informacje o tym, co należy poprawić, być może znajdują się w dyskusji tej sekcji.
 Po wyeliminowaniu niedoskonałości należy usunąć szablon [[Szablon:Dopracować|]] z tej sekcji.

### Reakcja branży
19 listopada 2008 roku firma Microsoft publicznie ogłosiła Microsoft Security Essentials pod nazwą kodową „Morro” – w odpowiedzi akcje firm Symantec i McAfee spadły odpowiednio o 9,44% oraz 6,62%. Amy Barzdukas, starszy dyrektor ds. zarządzania produktami dla usług online w Microsoft, ogłosił, że Microsoft Security Essentials nie będzie bezpośrednio konkurować z innymi płatnymi oprogramowaniami antywirusowymi, a raczej „koncentrować się na 50-60% użytkowników [komputerów PC], którzy nie mają lub nie chcą płacić za ochronę antywirusową, czy przeciw złośliwemu oprogramowaniu”.
Trzech konkurujących ze sobą producentów oprogramowania antywirusowego: Symantec, McAfee oraz Kaspersky Lab, nie uznali Microsoft Security Essentials jako konkurenta, twierdząc, że program ten nie jest i nigdy nie będzie równie dobry co ich własne oprogramowanie. Tom Powledge z Symantec stwierdził, że system ochrony OneCare nie oferuje wystarczającego poziomu ochrony oraz ma gorszy interfejs użytkownika, co oznacza, że nigdy nie będzie mógł konkurować z produktami jego firmy. Evers Joris, dyrektor ds. globalnego public relations firmy McAfee powiedział: „Rozumiemy decyzję Microsoftu dotyczącą wycofania się w główną działalność tej firmy wynikającą z mniejszego niż 2% udziału aplikacji OneCare w rynku”. Justin Priestley z Kaspersky stwierdził: „[Microsoft]” utrzymywał bardzo niski udział w rynku konsumenckim i nie spodziewamy się, by produkt wyjście z niego OneCare zmieniło drastycznie sytuację na tym polu”.
Firma AVG Technologies z kolei dobrze oceniła nowy pakiet Microsoftu – jej przedstawiciel stwierdził: „Postrzegamy to jako pozytywny krok w kontekście całego rynku programów antywirusowych. W ciągu ostatnich ośmiu lat AVG wierzyło w prawo do darmowego oprogramowania antywirusowego”. Niemniej jednak AVG podniósł kwestię dystrybucji oprogramowania i powiedział: „Microsoft będzie musiał zrobić coś więcej niż tylko udostępnić produkt”.
Pomimo docenienia darmowości Microsoft Security Essentials firma AVG Technologies wyraziła obawy, iż integracja Microsoft Security Essentials z systemem Microsoft Windows byłaby złamaniem prawa o konkurencji. Firmy McAfee i Sophos również potwierdzili te obawy i ostrzegły o złożeniu pozwu w przypadku integracji aplikacji Security Essentials z systemem Windows.
10 czerwca 2009 roku firma Microsoft ogłosiła wydanie wersja beta Microsoft Security Essentials w „najbliższym czasie”, ale nie podała dokładnej daty – w wyniku tego akcje Microsoftu wzrosły o 2,1 proc., a Symantec i McAfee spadły odpowiednio o 0,5 proc. i 1,3 proc. Daniel Ives, analityk z FBR Capital Markets, stwierdził, że Microsoft Security Essentials będzie „długoterminowym zagrożeniem konkurencyjnym”, lecz że w najbliższym czasie wpływ ten będzie nieznaczny.
2 października 2009 roku firma Avast Software (producent avast!) określiła swój ambiwalentny stosunek do Microsoft Security Essentials: „MSE nie jest hitem, lecz nie jest także złym następcą One Care, jak twierdzą niektórzy" – powiedział Vincent Steckler, dyrektor generalny Avast Software.

### Recenzje
Publiczna wersja beta otrzymała kilka pozytywnych recenzji ze względu na niskie wykorzystanie zasobów, prosty interfejs użytkownika oraz darmowość.
Brian Krebs z Washington Post doniósł, że „szybkie skanowanie” trwało tylko ok. 10 minut, a „pełne skanowanie” około 45 minut dla systemu Windows 7.
Ars Technica zrecenzowała program pozytywnie, powołując się na uporządkowany interfejs, niskie zużycie zasobów oraz status freeware.
Recenzent PC World pochwalił prosty, złożony z kart interfejs użytkownika. Na górze karty głównej jest podawany stan bezpieczeństwa. Pozostałe trzy karty umożliwiają użytkownikom ręczną aktualizację programu Microsoft Security Essentials, przegląd historii i zmienianie ustawień programu. Jednak PC World uznał niektóre ustawienia za tajemnicze i skomplikowane. Niektóre ustawienia są na „zalecane działania Microsoft Security Essentials”. Nie ma wyjaśnienia, czym są te „zalecane działania”. Redaktorzy byli zdezorientowani również dlatego, że Microsoft Security Essentials nie pokazywał informacji, kiedy ostatnio aktualizował definicje wirusów. Niektórzy mogą uznać, że muszą ręcznie zaktualizować Microsoft Security Essentials. Jednak ta funkcja została uwzględniona w drugiej wersji.
Recenzent PC Magazine pochwalił mały pakiet instalacyjny Microsoft Security Essentials (ok. 7 MB, w zależności od systemu operacyjnego) i jego szybką instalację. Oprócz tego po pełnej instalacji zajmuje tylko ok. 110 MB miejsca na dysku, a początkowa aktualizacja trwa od 5 do 15 minut. Recenzent opisał również fakt, że Microsoft Security Essentials automatycznie instaluje aktualizacje bez potrzeby ingerencji użytkownika oraz że można automatyczne aktualizacje wyłączyć w panelu sterowania. Udało się także zainstalować pakiet na dwunastu zainfekowanych komputerach. Pełne skanowanie zajęło ponad godzinę na tychże zainfekowanych komputerach, jednak skanowanie na czystym systemie trwało 35 minut.
Chociaż wersja beta Microsoft Security Essentials nie wypadła źle w testach PC Magazine, jednak wersja finalna wypadła jeszcze lepiej w testach przeprowadzonych przez AV-Test.org. W teście skuteczności skanowania przeprowadzonym przez PC Magazine w czerwcu 2009 roku, Microsoft Security Essentials Beta znalazł 89 procent wszystkich próbek złośliwego oprogramowania: stwierdzono, że wykrył tylko 30 procent keyloggerów, 67% rootkitów i połowę próbek scareware (fałszywego oprogramowania). Ochrona w czasie rzeczywistym pakietu wykryła 83 procent wszystkich próbek złośliwego oprogramowania i blokowała większość z nich. W tym teście, Microsoft Security Essentials znalazł 40 procent keyloggerów oraz 78 procent rootkitów. Później, w październiku tego roku AV-Test.org przeprowadził serię prób na oficjalnie wydanej wersji produktu, w którym Microsoft Security Essentials wykrył i unieszkodliwił 98,44 procent spośród 545 2034 wirusów komputerowych, robaków i koni trojańskich, a także 90,95% z 14 222 próbek spyware i adware. Wykrył i unieszkodliwił wszystkie spośród 25 testowanych rootkitów. Microsoft Security Essentials nie generował także fałszywych alarmów.

### Nagrody i wyróżnienia
7 stycznia 2010 roku Microsoft Security Essentials zdobył nagrodę Advisor PC Best Free Software Award. Następnie, w grudniu 2010 roku, AV-Comparatives.org przyznała Microsoft Security Essentials 1.0 brązową nagrodę za aktywne wykrywanie 55% nowych/nieznanych zagrożeń, srebrną nagrodę za niską częstotliwość fałszywych alarmów oraz brązową nagrodę za wydajność. Microsoft Security Essentials 2.0 został wydany wkrótce po tym konkursie.
8 czerwca 2011 roku PC Advisor wymienił Microsoft Security Essentials 2.0 w swoim artykule Five of the Best Free Security Suites razem z antywirusami:
- Avast! 6 Free Edition,
- Comodo Antivirus 5.4,
- AVG Anti-Virus 2011,
- BitDefender Total Security 2012 Beta.

## Udział w rynku
Jeden rok po tym, jak Microsoft Security Essentials pojawił się na rynku, 20 września 2010 roku, miał on ponad trzydzieści milionów użytkowników.
W raporcie o nazwie The Security Industry Market Share Analysis, opublikowanym w czerwcu 2011 roku przez OPSWAT, Inc. stwierdzono, że Microsoft Security Essentials jest najbardziej popularnym oprogramowaniem antywirusowym na świecie. Według raportu, Microsoft Security Essentials miał 10,66% światowego rynku i 15,68% rynku Ameryki Północnej. W tym samym sprawozdaniu Microsoft był numerem jeden wśród dostawców oprogramowania antywirusowego, w Ameryce Północnej miał 17,07% udziału w rynku, jak również czwarty wśród dostawców oprogramowania antywirusowego na całym świecie.
John Dunn, redaktor PC World, po przeanalizowaniu raportu, zauważył zmieniający się pogląd użytkowników komputerów dt. używania bezpłatnego oprogramowania antywirusowego: „Bezpłatne oprogramowanie antywirusowe istnieje już od lat, ale jest zazwyczaj postrzegane jako słabe w stosunku do płatnego oprogramowania”. Nazwał Microsoft Security Essentials programem, dzięki któremu użytkownicy komputerów PC będą mogli przyjąć bezpłatne programy antywirusowe jako alternatywę do programów płatnych.

## Podróbki programu
W lutym 2010 roku pojawił się w internecie program „Security Essentials 2010”. Ten koń trojański, oznaczany jako TrojanDownloader:Win32/Fakeinit nie miał nic wspólnego z Microsoft Security Essentials poza nazwą. Kopia tego programu pojawiła się ponownie w listopadzie 2010 roku pod nazwą „Security Essentials 2011”.
Bardziej niebezpieczne formy tych malware jednakże ukazały się w październiku 2010 roku. Jedna z nich, oznaczona jako Rogue:Win32/FakePAV, bardzo przypomina program Microsoft Security Essentials wyglądem i wykorzystuje zaawansowaną inżynierię społeczną w celu zmuszenia użytkowników do wprowadzenia złośliwego oprogramowania do systemów, pod pozorem pięciu różnych fikcyjnych produktów anty-malware. Szkodnik ten uniemożliwia uruchomienie 156 różnych programów, w tym między innymi edytora rejestru, wiersza polecenia, Internet Explorer, Mozilla Firefox, Opery, Safari, Google Chrome i innych przeglądarek internetowych, klientów poczty elektronicznej, komunikatorów internetowych, odtwarzaczy multimedialnych.